# 和下田大典
和下田 大典（わげた だいすけ、1980年3月9日 - ）は、高知県高知市出身のオペラ歌手。声種はバリトン。下八川圭祐記念第34回高知音楽コンクール下八川賞1位。藤原歌劇団及び日本オペラ協会会員。
名古屋芸術大学を卒業。2004年、イタリアに渡りミラノ音楽学校(La scuola musicale di Milano)に学ぶ。2年後、日本に戻り、藤原歌劇団に所属し、日本では『夢遊病の女』にてアレッシオ役でソリストデビュー。以後、藤原歌劇団で『椿姫』『イル・カンピエッロ』『ラ・ボエーム』等数々の公演に出演している。
文化庁主催小中学校公演『HELP HELP HELP！宇宙人がやってきた！(メノッティ)』国語教師役。日本オペラ協会『源氏物語』惟光
、2024年２月11日『ニングル』光介。藤原歌劇団2024年4月28日公演『チェネレントラ』ダンディーニ。